# یله خوس
یله خوس (هلندی: Jelle Goes؛ زادهٔ ۲۶ مارس ۱۹۷۰) بازیکن سابق و مربی فوتبال اهل هلند است.